# Elmgrube

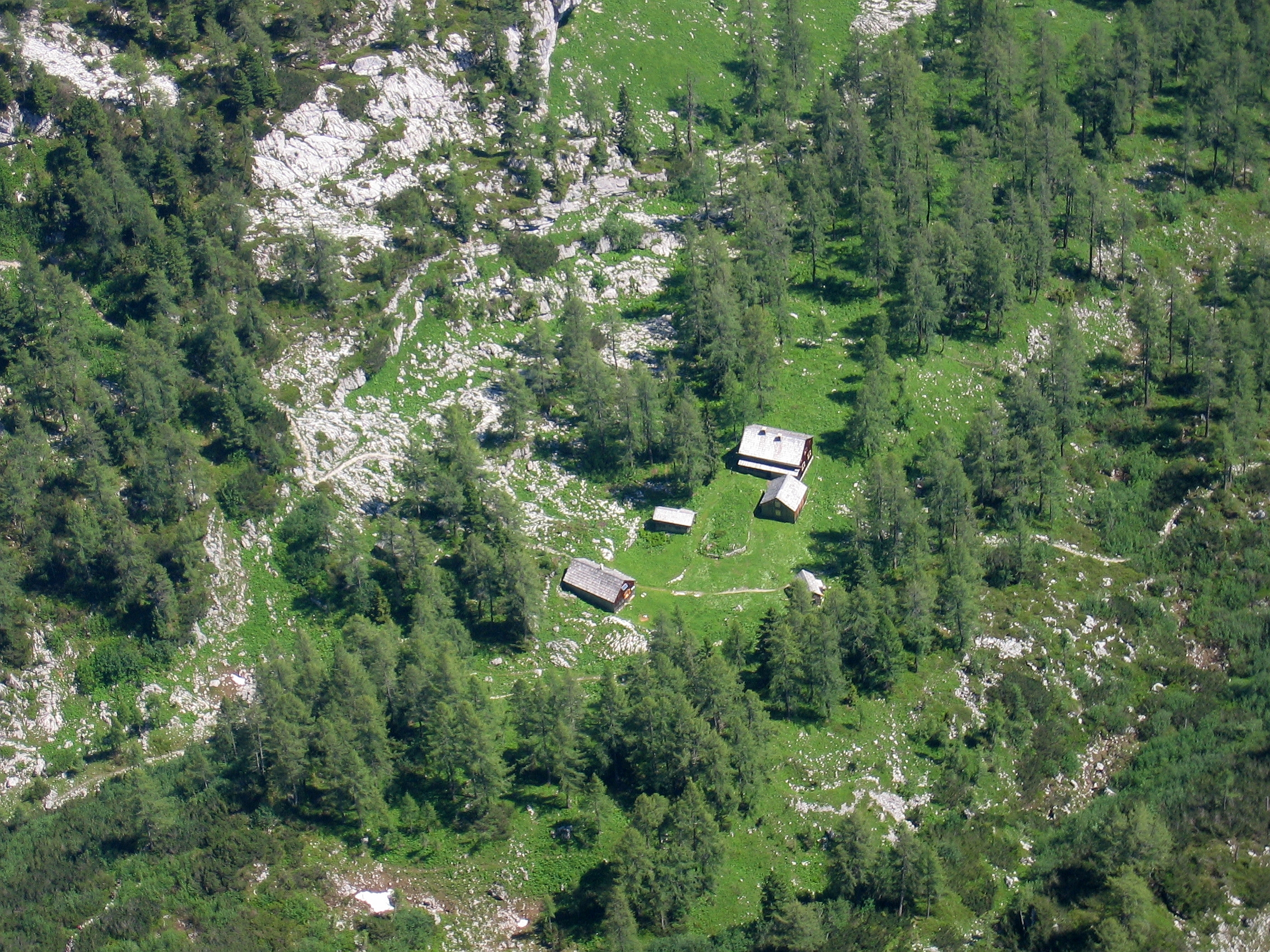
Blick vom Salzofen auf die Elmgrube mit den Hütten

Die Elmgrube ist eine Senke zwischen Elm und Salzofen in der Gemeinde Grundlsee im Toten Gebirge. Sie liegt auf etwa 1600 m ü. A. rund 500 Meter nördlich des Hinteren Lahngangsees am Weitwanderweg 201, wo der Weg 214 vom Grundlsee einmündet.

## Geschichte
Bereits im 18. Jahrhundert befand sich dort eine Jagdhütte. Einer der ersten Erschließer des Toten Gebirges war Erzherzog Johann, der als Jäger und begeisterter Bergsteiger bereits 1810 eine mehrtägige Begehung des westlichen Toten Gebirges durchführte. Er reiste vom Grundlsee über die Lahngangseen zur Elmgrube, wo sich das Quartier befand. Graf Hunyadi war 1847 der erste Jagdpächter des Reviers Elmgrube. 1881 folgte Ferdinand Fürst Kinksy, welcher mehrere Hütten errichten ließ. Eine Hütte für den Jagdherrn, eine für den Jagdleiter, eine für die Jäger und zwei Kochhütten. Nach dem Tod des Fürsten übernahm Eugen Reichsgraf von Kesselstatt das Revier und ließ für sich und seine Jagdgäste mit dem Salon eine besondere Jagdhütte errichten. In dieser wurde getafelt und getanzt. Im Salon befindet sich eine Gedenktafel, die an eine Übernachtung der Kaiserin Elisabeth erinnert.

„Ihre Majestät, die unvergeßliche Kaiserin Elisabeth hat nach zehnstündigem Marsch vom Offensee in diesem Zimmer vom 21. bis 22. Juni 1888 gewohnt und übernachtet.“

Heute befinden sich die Hütten im Besitz der Österreichischen Bundesforste.